# Lockheed F-94 Starfire

Chegada de Lockheed F-94 Starfire da Força Aérea dos Estados Unidos no Aeroporto do Galeão.

O Lockheed F-94 Starfire foi uma aeronave a jato o de primeira-geração que serviu a Força Aérea dos Estados Unidos. Produzida pela Lockheed com base no Lockheed T-33 Shooting Star do final dos anos 40 como interceptor diurno e nocturno, sob todas as condições atmosféricas e com radar. Voando pela primeira vez em Março de 1948, entrou em serviço em Maio de 1950, substituindo o North American F-82 Twin Mustang.
O F-94 foi o primeiro caça operacional da USAF equipado com pós-combustão e foi o primeiro caça a jacto capaz de actuar sob qualquer condição atmosférica a entrar em combate na Guerra da Coreia no final de Janeiro de 1953. Teve uma história operacional relativamente pequena, sendo substituído a meio dos anos 50 pelo Northrop F-89 Scorpion e pelo interceptor North American F-86 Sabre. A última aeronave cessou o seu serviço em 1959 na Air National Guard.